# Legea
Legea é uma empresa fabricante de material esportivo, sediada na cidade italiana de Pompeia coleção de 1993 de Giovanni Acanfora, Emilia Acanfora, Luigi Acanfora, muito utilizada por equipes de futebol européias.

## Equipes que utilizam a marca

### Seleções
- Seleção Montenegrina de Futebol
- Seleção Zimbabuana de Futebol
- Seleção Norte-Coreana de Futebol
- Seleção Gibraltina de Futebol

### Clubes
- Naval
- Feirense
- GD Meadela
- Ben Guerdane
- Xerez
- Pavia

Federação
- Federação italiana de futebol